# Erwin Scharf (Politiker)
Erwin Scharf (* 29. August 1914 in Wittingau, Österreich-Ungarn; † 6. September 1994 in Wien) war Widerstandskämpfer, politischer Journalist, Autor und marxistischer Politiker der SPÖ, der SAP und später der KPÖ.

## Leben
Erwin Scharf war ein Sohn des Volksschuldirektors und Sozialdemokraten Albert Scharf. Er war aktiv in der Kinderfreundebewegung und bei den Roten Falken. Er studierte ohne Abschluss Romanistik an der Wiener Universität und war von 1934 bis 1938 Funktionär der illegalen Revolutionären Sozialisten. Scharf befand sich nach dem Anschluss Österreichs von 1938 bis 1940 in Haft und schloss sich bei Ende des Zweiten Weltkriegs 1944 slowenischen Partisanen an.
Von 1945 bis 1948 war Scharf SPÖ-Zentralsekretär. 1948, in der Zeit des beginnenden Kalten Kriegs, kam es wegen seines Eintretens für eine engere Zusammenarbeit mit der KPÖ zu Spannungen in der SPÖ und es wurde vom Parteivorstand ein Redeverbot über ihn verhängt. In diese Zeit fällt seine erste und wohl bekannteste Publikation unter dem Titel Ich darf nicht schweigen: drei Jahre Politik des Parteivorstandes der SPÖ – von innen gesehen. Diese Broschüre, mit Scharfs Kritik an der Rechtsentwicklung und am Koalitionsgeist der Nachkriegs-SPÖ, seine Überzeugung, dass die Überwindung des Kapitalismus die Aktionsgemeinschaft mit den Kommunisten erfordere, führten zu seinem Parteiausschluss durch ein Schiedsgericht, der am 30. Oktober 1948 vom Parteivorstand bestätigt wurde.
In weiterer Folge gründete Scharf die Partei der Links-Sozialisten, die 1949 auf einer gemeinsamen Liste mit den Kommunisten, der KPÖ kandidierte. 1956 traten die Links-Sozialisten geschlossen in die KPÖ ein und lösten sich in der Folge als eigenständige Parteiorganisation auf. In den Jahren 1945 bis 1953 war Erwin Scharf Abgeordneter zum Nationalrat. Von 1957 bis 1965 war Scharf der Nachfolger von Erwin Zucker-Schilling in der Funktion des Chefredakteurs der Volksstimme, des täglich erschienenen Zentralorgans der KPÖ. Von 1957 bis 1990 und damit über 10 Parteitagsperioden war Erwin Scharf Mitglied des Zentralkomitees der KPÖ. Von 1957 bis 1987 (bis zum 26. Parteitag) auch Mitglied des Politbüros.
In der sogenannten Parteikrise in den Jahren 1968 bis 1970 schrieb Erwin Scharf unter anderem in der parteiinternen Streitschrift Neue Politik.
Nach dem 28. Parteitag der KPÖ (1991 in Graz) wendete sich Erwin Scharf ebenso wie Ernst Wimmer, führender Theoretiker der KPÖ, vehement gegen den als revisionistisch bezeichneten Kurs der neuen Parteiführung. Erwin Scharf wirkte vom Oktober 1992 bis kurz vor seinem Tod als wohl namhaftester Proponent sowie auch als aktiver Autor zahlreicher Beiträge und politischer Berater für die parteiinterne Publikation Neue Volksstimme. Die Neue Volksstimme war eine Streitschrift und der letztlich gescheiterte Versuch die kommunistischen Kräfte in der KPÖ gegen die bestehende Parteiführung nach dem 28. Parteitag zu organisieren, um einen politisch-ideologischen Kurswechsel auf der Grundlage des wissenschaftlichen Sozialismus durchzusetzen. Mit seiner offen deklarierten Unterstützung dieses Versuchs positionierte sich Erwin Scharf in seinen letzten Lebensjahren und zum dritten Mal in seinem Leben (SPÖ, KPÖ-Parteikrise 1968–1970) wiederholt als konsequenter Marxist für eine profilierte Klassenpolitik.
Er wurde am Friedhof der Feuerhalle Simmering bestattet (Abteilung E19, Nummer 548).

## Schriften
- Ich darf nicht schweigen: Drei Jahre Politik des Parteivorstandes der SPÖ – von innen gesehen, Selbstverlag 1948
- Für eine sozialistische Politik, Zum ersten Parteitag der Sozialistischen Arbeiter Partei (Linkssozialisten), Wien 1950
- Lob der Ideologie: Den Marxismus nicht anpassen sondern weiterentwickeln, Berlin 1968
- Ich hab´s gewagt mit Sinnen: Entscheidungen im antifaschistischen Widerstand, Erlebnisse in der politischen Konfrontation, Wien 1988